# Vince Tempera
Vince Tempera, all'anagrafe Vincenzo Tempera (Milano, 18 settembre 1946), è un tastierista, arrangiatore e paroliere italiano.
Attivo fin dagli anni settanta in gruppi come The Pleasure Machine e Il Volo, è anche famoso per essere stato autore o coautore di diverse sigle di cartoni animati degli anni settanta e ottanta, tra cui Ufo Robot, Goldrake e Anna dai capelli rossi.

## Biografia

### Esordio come musicista e arrangiatore
Nel 1966 inizia la sua carriera di musicista suonando con il gruppo La Nuova Era. Dopo essere stato tastierista nel complesso The Pleasure Machine, nel 1970 si occupa degli arrangiamenti dell'album Terra in bocca dei Giganti e di L'isola non trovata di Francesco Guccini.
Partecipa all'incisione del brano Luci ah nell'album Il mio canto libero di Lucio Battisti, ma non viene accreditato nella copertina a causa di uno screzio avuto con il cantautore.
Nel 1974 forma con i chitarristi Mario Lavezzi e Alberto Radius, con il bassista Bob Callero e il batterista Gianni Dall'Aglio il gruppo Il Volo, con cui pubblica i due LP Il Volo (1974) e Essere o non essere? Essere! Essere! Essere! (1975), per la Numero Uno di Lucio Battisti.
Sempre nel 1974 collabora alla realizzazione dell'Album La casa del lago dei Saint Just di Jenny Sorrenti e arrangia la canzone di Mina Caravel, contenuta nell'album Mina®.

Vince Tempera, Loredana Bertè e Mario Lavezzi nel 1978.

Nella seconda metà degli anni settanta collabora agli arrangiamenti di diversi dischi di Loredana Bertè e Mario Lavezzi, continuando allo stesso tempo la collaborazione con Guccini. Nel 1975 collabora alla realizzazione dell'album live L'anima dei matti di Marcella Bella. Dal 1984 al 1986 esegue gli arrangiamenti dei lavori discografici di Fiordaliso. Nello stesso periodo ha inciso alcuni 33 e 45 giri per la Harmony, usando lo pseudonimo di Andrè Carr.
Sulla fine del 1976 collabora alla realizzazione del singolo di "Junie Russo" (poi nota come Giuni Russo), arrangiando i brani Mai, che avrà un discreto successo di vendite, vincendo l'anno successivo il Cantagiro, e il brano Che mi succede adesso.

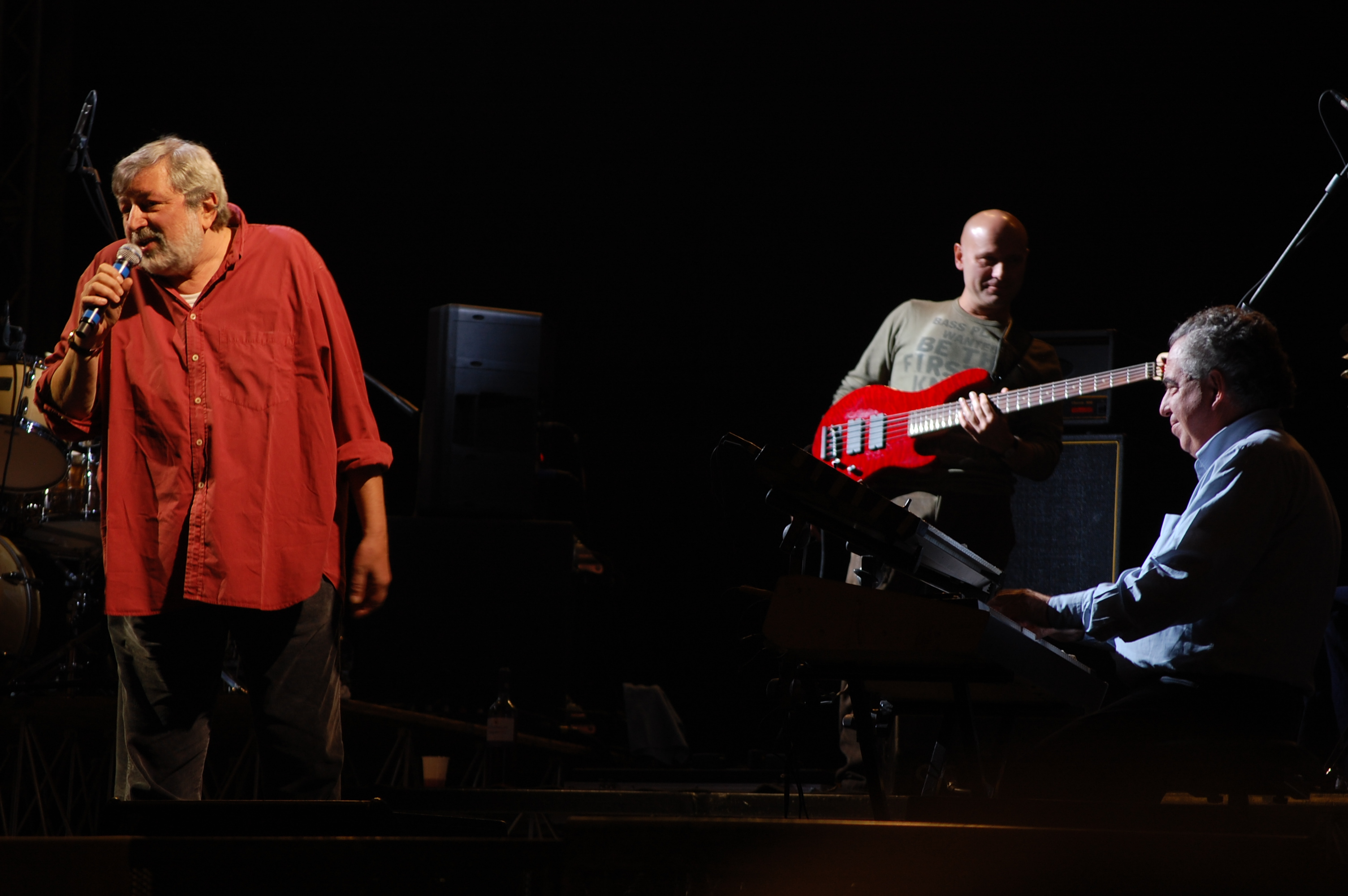
Vince Tempera (a destra) e Pierluigi Mingotti (al basso) accompagnano Francesco Guccini durante un'esibizione dal vivo.

Dalla fine degli anni settanta inizia la collaborazione con Francesco Guccini e da allora fa parte dei suoi Musici accompagnandolo nei concerti dove, soprattutto alle tastiere, si esibisce anche in concerti mod jazz.
Nel 1979 cura gli arrangiamenti del terzo album de Il Giardino dei Semplici intitolato B/N (Bianco e Nero) e pubblicato dalla WEA Italiana; i brani inediti sono scritti dai componenti del gruppo Gianfranco Caliendo (musiche) e Gianni Averardi (testi). Il disco costituisce uno dei capisaldi del genere Neapolitan Power, e si rivela subito un successo di critica e di pubblico.
Tempera collaborerà ulteriormente con la band, arrangiando il loro 45 giri Carnevale da buttare (1980), incluso il lato b Diavoleria, e il brano Donna bianca, donna nera; le tre incisioni verranno incluse nell'album ...E amiamoci (1982).

### Il successo con le sigle dei cartoni animati e delle serie TV
Vince Tempera è stato autore e musicista di numerose sigle televisive di successo di anime e telefilm, sia in qualità di direttore d'orchestra e arrangiatore che di autore dei testi, tra cui Goldrake, Ape Maia, Capitan Harlock, Nils Holgersson, Daitan III, Hello Spank (che sono state anche interpretate da lui), anche se ha fatto molto discutere la somiglianza delle sigle Remi le sue avventure (cantata con Giampaolo Daldello) e Anna dai capelli rossi (anch'essa interpretata da Tempera) con due canzoni dei Boney M., rispettivamente Brown Girl in the Ring e Rivers of Babylon. In alcune interviste televisive, ma anche in altri incontri pubblici, Tempera ha sostenuto che Anna dai capelli rossi e Rivers of Babylon derivino entrambe dalla canzone popolare italiana Bandiera rossa.
Il più grande successo fu nel 1978 con la sigla Ufo Robot, scritta insieme a Luigi Albertelli e Ares Tavolazzi, che ottenne il Disco d'oro, superando il milione di copie vendute. I dischi dei singoli venivano pubblicati con diversi pseudonimi, spesso ispirati al titolo dell'anime di cui Tempera scriveva e suonava la musica e il testo.

### Proseguimento della carriera anche come direttore d'orchestra e talent scout musicale
Nel 1992 ha suonato, con Ellade Bandini, Massimo Luca, Ares Tavolazzi e Maurizio Tirelli, nell'album Ma noi no dei Nomadi, l'ultimo pubblicato dalla band emiliana con il frontman Augusto Daolio.
Negli anni è più volte direttore d'orchestra del Festival di Sanremo. Nel 1998 è direttore dell'orchestra della trasmissione televisiva di Italia 1 Barracuda, condotta da Daniele Luttazzi.
Nel 2003 il regista statunitense Quentin Tarantino ha scelto per la colonna sonora del proprio film Kill Bill: Volume 1 la musica della colonna sonora del film Sette note in nero di Lucio Fulci del 1977, composta proprio da Tempera.
Nel 2024 il cantautore Davide Matrisciano pubblica l’album Libidal, con la presenza di Tempera come coarrangiatore ed esecutore nel brano “Telenovelas gassate”.
È stato chiamato dalla TV di San Marino come giurato per scegliere la canzone che il Titano avrebbe dovuto portare all'Eurovision Song Contest 2008, e ha invocato il ritorno in Rai, per la quale nel frattempo ha composto le musiche delle fiction Raccontami 2 (regia di Riccardo Donna e Tiziana Aristarco) e Tutti i rumori del mondo (regia di Tiziana Aristarco), entrambe di Rai 1.
Dallo stesso anno è il direttore musicale e patrono dei Grandi Festivals Italiani (festival canori nazionali, e per la Lombardia il festival "Una Voce per Macherio") con la collaborazione di Katia Ricciarelli e altri nomi del panorama musicale italiano con lo scopo di aiutare giovani talenti ad emergere nel mondo dello spettacolo.
Nel 2009 è il direttore d'orchestra del programma TV La corrida, ruolo ricoperto precedentemente dal maestro Roberto Pregadio.
Circa a metà del 2013, a seguito del precedente addio alla musica da parte di Francesco Guccini, ha iniziato la collaborazione con il resto dei "Musici" (la già citata band di Francesco Guccini) con la voce di Danilo Sacco, per anni cantante dei Nomadi.
Dal 2016 è co-fondatore con Devis Paganelli e presidente di giuria di "Sanremo Newtalent" (festival canoro nazionale) con la collaborazione di Maria Teresa Ruta e Roberto Zapp, con la finalità di scoprire nuovi talenti.
Da diversi anni si esibisce in prestigiosi eventi, con la sua orchestra e con l’attrice Paola Lavini o con Maria Teresa Ruta.

## Televisione
Come direttore d'orchestra:
- Festival di Sanremo (varie volte: 1969 - 2016)[9]
- Barracuda (1999)
- La Corrida (2009)

## Discografia parziale

### Singoli cartoni animati e serie TV
- 1978 - Atlas Ufo Robot/Shooting Star (Actarus) Cetra SP 1684
- 1978 - Atlas Ufo Robot/GoldrakeGoldrake/Vega (Actarus) Cetra SP 1687
- 1979 - Capitan Harlock/I corsari delle stelle (La banda dei bucanieri) Cetra SP 1701
- 1979 - George & Mildred/Una casa (Gin & Tonic) Durium Ld Al 8065
- 1979 - Remi le sue avventure (I ragazzi di Remi) Cetra SP 1714
- 1979 - Na-no na-no/Mork & Mindy (Bruno D'Andrea) Cetra SP 1715
- 1980 - Anna dai capelli rossi/Come le piume dei pettirossi (I ragazzi dai capelli rossi) CBS 9073
- 1980 - Huck e Jim/Il più forte (Louisiana Group) Cetra SP 1731
- 1980 - Astro Robot contatto ypsylon/Quattro supereroi (Gli Ypsilon) Cetra SP 1740
- 1980 - Capitan Futuro/Gran capitano (Micronauti) Cetra SP 1746
- 1980 - Tekkaman/Il cavaliere dello spazio (Micronauti) Traccia TRS 1004
- 1980 - Daitan III/Futuromania (Micronauti) Traccia/Fonit Cetra TRS 1005
- 1980 - La principessa Sapphire (I cavalieri di Silverland) Traccia/Fonit Cetra TRS 1006
- 1981 - Ape ape Apemaia (I Pungiglioni) Cetra SP 1759
- 1982 - Gioventù/Un uomo va (Paola e Federica) EMI 3C 006-18599
- 1982 - Hello! Spank (Aiko & Company), I Cuccioli) CBS A 2740
- 1982 - Marco (Gli amici di Marco) Cetra SP 1767
- 1982 - Nils Holgersson (I fratelli Grimm) Fonit Cetra SP 1787
- 1984 - Il fedele Patrash (I Cuccioli) Fonit Cetra SP 1824
- 1986 - Tao Tao il piccolo panda (Coro di Vince Tempera)
- 1995 - Superhuman Samurai (Marco Destro)
- 1996 - Peter e Isa: un amore sulla neve (Cristina D'Avena)

### Pseudonimi e relative formazioni
- Actarus: Fabio Concato, Dominique Regazzoni, Vince Tempera, Massimo Luca, Ares Tavolazzi, Julius Farmer, Ellade Bandini, Renè Mantegna, Michel Tadini, Giampiero Scussel, Alberto Tadini[10]
- La banda dei bucanieri: Fabio Concato, Silvia Annicchiarico, Marco Ferradini, Mario Balducci, Massimo Luca, Alberto Tadini, Ellade Bandini, Ares Tavolazzi, Vince Tempera[11]
- Gin & Tonic: Ricky Tamaca, Cristina Paltrinieri, Vince Tempera, Bruno D'Andrea[12]
- I ragazzi di Remi: Giampaolo Daldello, Vince Tempera, Alberto Tadini[13]
- I ragazzi dai capelli rossi: Rossana Barbieri, Claudio Balestra, Mauro Balestra, Giancarlo Balestra, Alberto Tadini, Vince Tempera[14]
- Gli Ypsilon: Silvio Pozzoli, Moreno Ferrara, Vince Tempera[15]
- Micronauti: Mauro Balestra, Silvio Pozzoli, Moreno Ferrara, Giancarlo Balestra, Claudio Balestra, Vince Tempera[16]
- Louisiana Group: Silvio Pozzoli, Massimo Luca, Vince Tempera[17]
- I cavalieri di Silverland: Marco Ferradini, Silvio Pozzoli, Corrado Castellari, Vince Tempera[18]
- I Pungiglioni: Il coro di Paola Orlandi, Luigi Albertelli, Vince Tempera[19]
- Aiko & Company: Il coro di Paola Orlandi, Luigi Albertelli, Vince Tempera[20]
- Gli amici di Marco: Il coro di Paola Orlandi, Luigi Albertelli, Vince Tempera[21]
- I fratelli Grimm: Carlo Romano, Pino Romano, Enzo Romano, Vince Tempera[22]
- I Cuccioli: Il coro di Paola Orlandi, Luigi Albertelli, Vince Tempera[23]

## Filmografia parziale
Come compositore delle musiche:

### Cinema
- Ed ora... raccomanda l'anima a Dio!, regia di Demofilo Fidani (1968)
- La circostanza, regia di Ermanno Olmi (1974)
- Fantozzi, regia di Luciano Salce (1975) [appare in un cameo come uno dei musicisti dell'Orchestra di Capodanno]
- Geometra Prinetti selvaggiamente Osvaldo, regia di Ferdinando Baldi (1976)
- Tutti possono arricchire tranne i poveri, regia di Mauro Severino (1976)
- Ring, regia di Luigi Petrini (1977)
- Sette note in nero, regia di Lucio Fulci (1977)
- Ecco noi per esempio..., regia di Sergio Corbucci (1977)
- Sella d'argento, regia di Lucio Fulci (1978)
- Il turno, regia di Tonino Cervi (1981)
- Paganini Horror, regia di Luigi Cozzi (1989)
- Frigidaire - Il film, regia di Giorgio Fabris (1998)

### Televisione
- Nontuttorosa, regia di Amanzio Todini - film TV (1987)
- L'amore non basta, regia di Tiziana Aristarco - miniserie TV (2005)
- Nebbie e delitti, regia di Riccardo Donna - serie TV (2005-2009)

## Arrangiamenti
- 1970: L'isola non trovata (Francesco Guccini)
- 1970: Un amico/La fidanzata dello strangolatore (Valeria Fabrizi)[24]
- 1971: Terra in bocca - Poesia di un delitto (I Giganti)
- 1972: Radici (Francesco Guccini)
- 1972: La mia solitudine/Stasera è festa (Niky)[25]
- 1972: Amore immenso/Tu eri il mio bene (Paola Musiani)[26]
- 1973: Austerity/Li strascenete (Toni Santagata)[27]
- 1982: Venezia estate/Venezia estate (versione orchestrale) (Rossella Caprioli)[28]